# Neu Schrepkow
Neu Schrepkow ist ein bewohnter Gemeindeteil der Gemeinde Gumtow im Landkreis Prignitz in Brandenburg.

## Geografie
Der Ort liegt elf Kilometer westnordwestlich von Gumtow. Die Nachbarorte sind Groß Welle im Norden, Welle-Kurier im Nordosten, Kunow im Osten, Schrepkow im Südosten, Zernikow im Süden, Plattenburg im Südwesten, Kletzke im Westen sowie Klein Welle im Nordwesten.